# Acrida excentrica
Acrida excentrica är en insektsart som beskrevs av Woznessenskij 1998. Acrida excentrica ingår i släktet Acrida och familjen gräshoppor. Inga underarter finns listade i Catalogue of Life.